# Alchemilla impolita
Alchemilla impolita é uma espécie de rosácea do gênero Alchemilla, pertencente à família Rosaceae.